# Nissan 370Z
Nissan 370Z — спорткар, що випускається компанією Nissan Motors. В Японії серія Z відома під ім'ям Fairlady Z. Останнє покоління представлено як серійна модель у Лос-Анджелесі 19 листопада 2008 року, продажі стартували на початку 2009 року.
В квітні 2009 року на Нью-Йоркському автосалоні відбулася світова прем'єра спорт кара Nissan 370Z, в кузові родстер. За даними Nissan, відкрита версія спортивного купе під назвою 370Z Convertible в заводській комплектації буде поставлятися з м'яким тканинним дахом, а металевий варіант розроблять тюнінгові компанії.

## Технічні характеристики

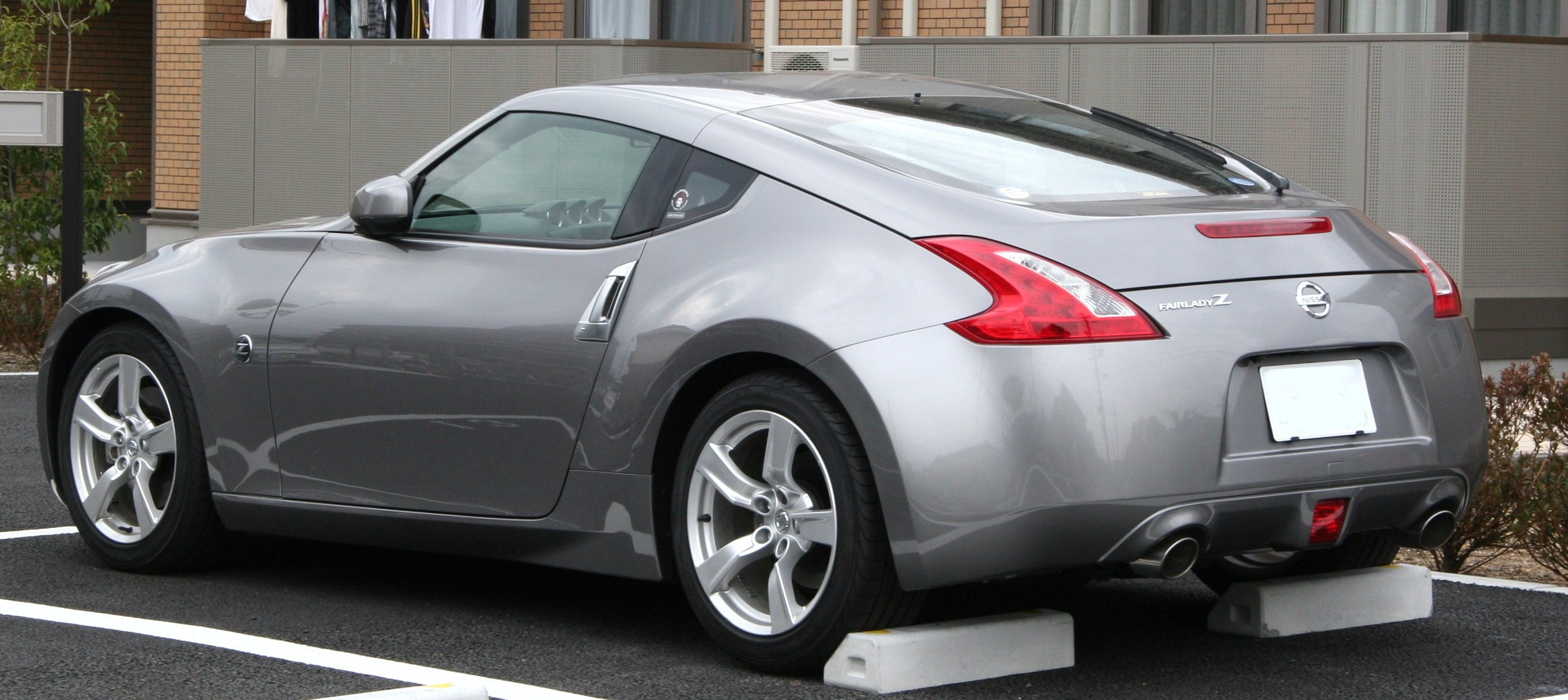
Nissan 370Z

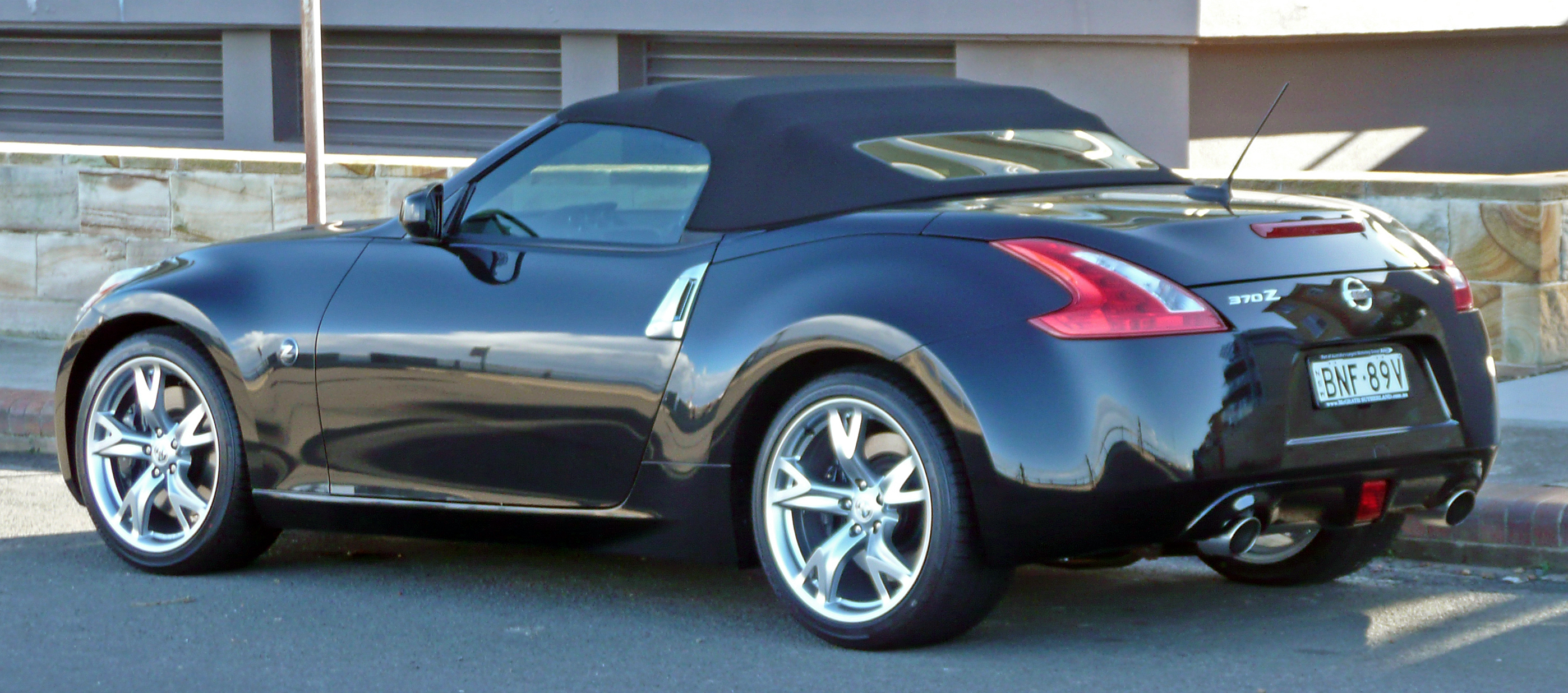
Nissan 370Z roadster

Автомобіль оснащений двигуном V6 серії VQ об'ємом 3,7 л з системою зміни фаз газорозподілу, системою зміни висоти підйому клапанів і червоною зоною на позначці 7500 обертів на хвилину, який видає 336 к.с. при 7000 об/хв і 366 Нм крутного моменту при 5200 оборотах. Поставляється з двома варіантами коробки передач: 7-ступінчаста автоматична і 6-ступінчаста механічна.
Nissan 370Z оснащений опцією Sport Package, що включає в себе ковані алюмінієві диски з покришками Bridgestone RE050A (245/40 R19 спереду і 275/35 R19 ззаду), чотирипоршневі передні супорта в тандемі з 355-мм гальмівними дисками спереду і 350,5-мм ззаду, а також задній диференціал підвищеного тертя з віскомуфтою.
60 миль в годину (96,56 км/год) автомобіль набирає за 5,1 с.
Двигун для кузова родстер залишиться таким же, як і в купе — 3,7-літровим (що відображено в назві моделі) VQ37VHR V6 потужністю 332 к.с., що розвиває до 366 Нм крутного моменту.

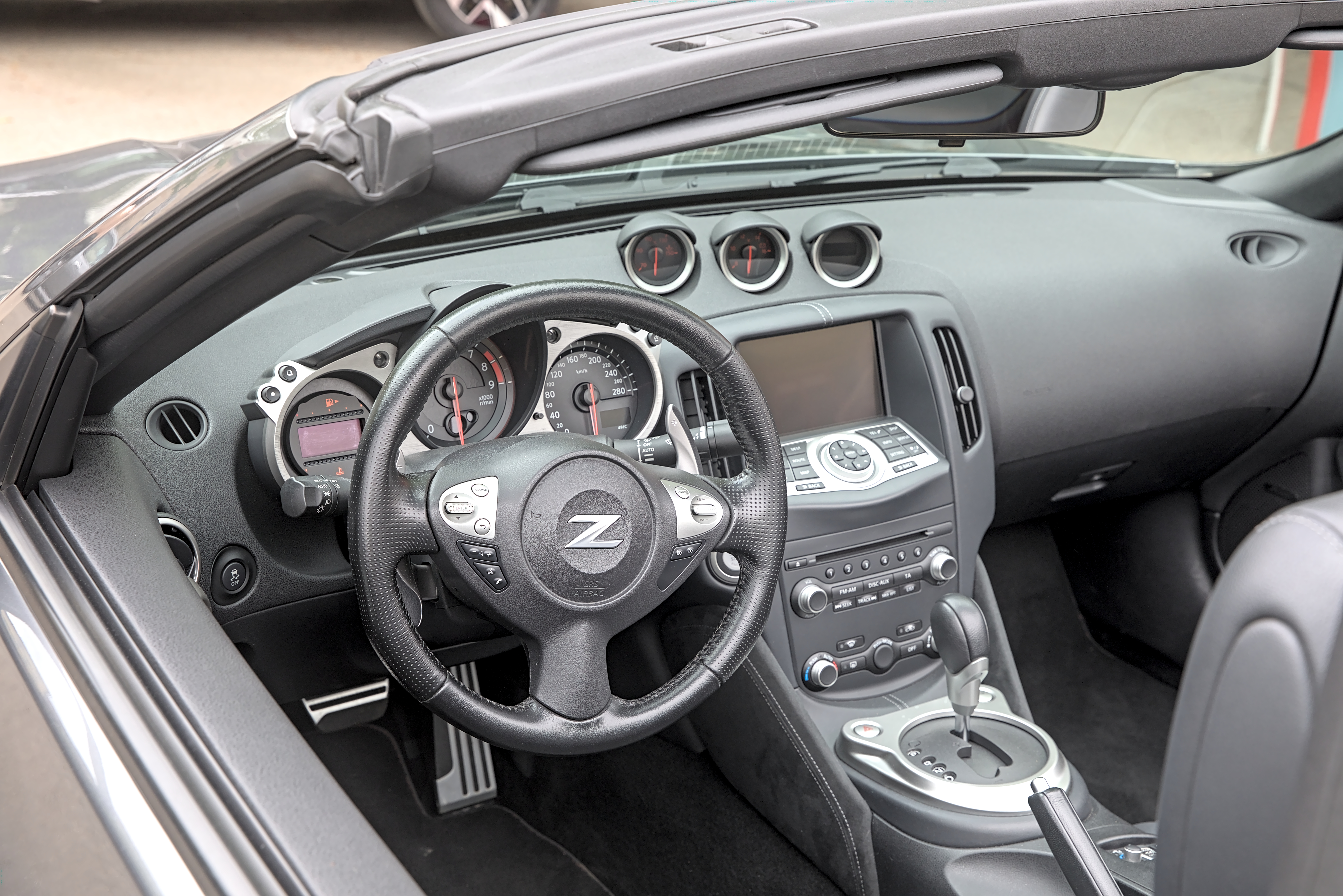
Nissan 370Z
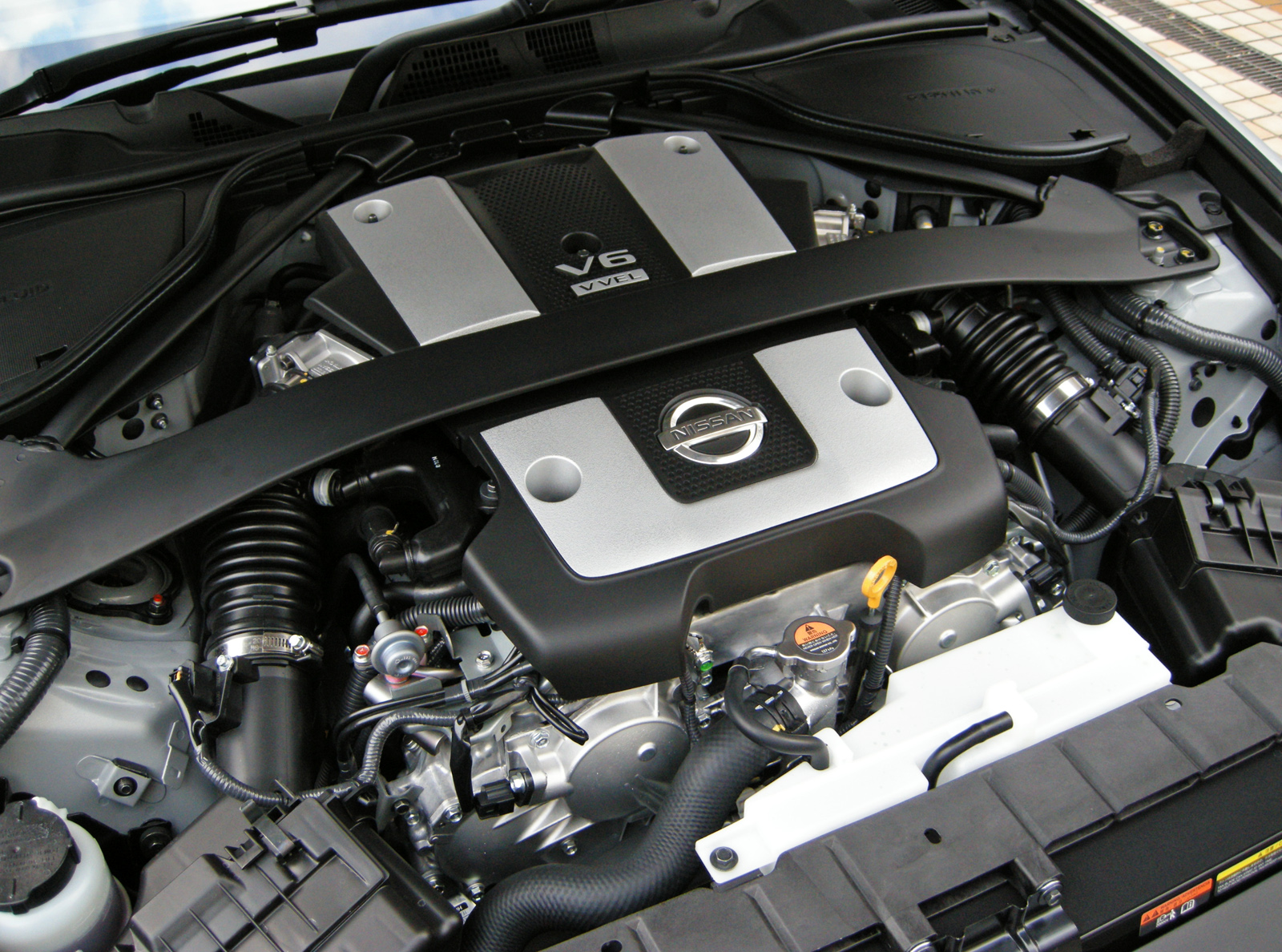
Nissan 370Z

## Базова комплектація та опційне обладнання
Nissan 370Z у версії купе можна замовити у комплектаціях: «Base», «Touring», «Sport» і «Sport Tech». Кабріолет пропонується у комплектаціях: «Base», «Touring» та «Touring Sport». 
У комплектацію моделей «Base» входять: Bluetooth, ксенонові фари, світлодіодні денні ходові вогні, функція запалювання без ключа, додатковий вхід та AM/FM/CD стереосистема. 
Перейшовши до комплектації «Touring», водій отримує шкіряні сидіння з підігрівом, охолодженням та електроприводом та аудіосистему «Bose». 
Комплектація «Sport» додасть: 19-дюймові литі диски коліс, шини для кращого зчеплення, більші гальма, самоблокувальний задній диференціал та механічну коробку передач з системою «SynchroRev Match». 
Модель «NISMO» 2016 року отримала нові світлодіодні фари, сидіння Recaro та, вперше, опційну автоматичну коробку передач. Для особливо вибагливих передбачена модель «NIMSO Tech» з Bluetooth, супутниковою системою навігації, супутниковим радіо, аудіосистемою «Bose» та функцією дистанційного відкривання дверей гаража. 
Про безпеку дбають: передні/бічні подушки, шторки (у купе та моделі «NISMO»), контроль стабільності, протибуксувальна система та антиблокувальні гальма. 
Як опції пропонуються: круїз-контроль, ксенонові фари та супутникове радіо з функцією повідомлення трафіку в режимі реального часу. 

## В іграх
Автомобіль Nissan 370Z представлений в комп'ютерних іграх: Need for Speed: Undercover, випущеній 20 листопада 2008 року, як автомобіль з Японії 3-го класу, Need For Speed: World, що вийшла 27 липня 2010 року, як машина 2-го рівня, Need for Speed The Run,  Test Drive Unlimited 2 (вийшла 8 лютого 2011) як машина класу А6, а також у грі Driver: San Francisco,у Real Racing 3 автомобіль можна знайти у базовій версії, версії NISMO та ігровій раллійній специфікації RR3, і в грі Asphalt 9: Legends Nissan 370Z Nismo  та Neon Edition

## Nissan 370Z в рекламі
Нещодавно запущений у продаж спорткар вже встиг знятися в рекламі моторного масла Shell Helix. Однак для реклами використовувався не сам 370Z, а його прозора копія в масштабі 1:1, виготовлена з акрилу.

## Продажі
| рік  | США    | Канада | Європа |
| ---- | ------ | ------ | ------ |
| 2009 | 13,117 | 567    | 1,032  |
| 2010 | 10,215 | 899    | 2,211  |
| 2011 | 7,328  | 453    | 1,458  |
| 2012 | 7,338  | 489    | 1,029  |
| 2013 | 6,561  | 452    | 754    |
| 2014 | 7,199  | 411    | 669    |
| 2015 | 7,391  | 688    | 760    |
| 2016 | 5,913  | 932    | 842    |
| 2017 | 4,614  | 965    | 894    |
| 2018 | 3,468  | 700    | 701    |
| 2019 | 2,384  | 500    | 562    |